# Penck-Gletscher
Der Penck-Gletscher ist ein kleiner Gletscher an der Luitpold-Küste des ostantarktischen Coatslands. Er fließt an der Westflanke der Bertrabnunatakker in die Vahsel-Bucht. 
Teilnehmer der Zweiten Deutschen Antarktisexpedition (1911–1912) unter der Leitung Wilhelm Filchners entdeckten ihn und benannten ihn nach dem deutschen Geographen und Geologen Albrecht Penck (1858–1945). 